# Пширув (гміна)
Гміна Пширув (пол. Gmina Przyrów) — місько-сільська гміна у південній Польщі. Належить до Ченстоховського повіту Сілезького воєводства.
Станом на 31 грудня 2011 у гміні проживало 3934 особи.

## Територія
Згідно з даними за 2007 рік площа гміни становила 80.44 км², у тому числі:
- орні землі: 61.00%
- ліси: 27.00%

Таким чином, площа гміни становить 5.29% площі повіту.

## Населення
Станом на 31 грудня 2011:
| Опис     | Загалом | Загалом | Чоловіки | Чоловіки | Жінки | Жінки |
| -------- | ------- | ------- | -------- | -------- | ----- | ----- |
| одиниця  | осіб    | %       | осіб     | %        | осіб  | %     |
| все      | 3934    | 100     | 1972     | 50.13    | 1962  | 49.87 |
| міське   | 0       | 100     | 0        |          | 0     |       |
| сільське | 3934    | 100     | 1972     | 50.13    | 1962  | 49.87 |

## Сусідні гміни
Гміна Пширув межує з такими гмінами: Домброва-Зельона, Конецполь, Лелюв, Мстув, Янув.